# John Stewart (rugby à XV, 1981)
Pour les articles homonymes, voir John Stewart et Stewart.
Pas d'image ? Cliquez ici

a Compétitions nationales et continentales officielles uniquement.

Dernière mise à jour le 11 mars 2019.
John Lui Stewart, né le 30 janvier 1981 à Christchurch, est un joueur de rugby à XV néo-zélandais qui évolue au poste d'arrière.

## Biographie
John Stewart connaît des sélections en équipe de Nouvelle-Zélande des moins de 19 ans et des moins de 21 ans. En 2005, il rejoint le SC Albi avec qui il remporte la phase finale du championnat de France Pro D2 en 2006 et accède au Top 14.

## Palmarès
- Vainqueur des phases finales du championnat de France Pro D2 en 2006 et 2009